# Karissa Cook
 Karissa Cook (Salt Lake City, 8 de abril de 1991) é  uma jogadora de voleibol de praia estadunidense, que conquistou a medalha de ouro nos Jogos Pan-Americanos de 2019 no Peru.

## Carreira
Ela nasceu na cidade de Salt Lake City e cresceu em Santa Cruz (Califórnia), seu pai, David, jogou basquete pela Universidade da Califórnia em San Diego e  profissionalmente na Austrália, já sua mãe, Suzy, jogou voleibol pela Universidade Internacional dos Estados Unidos. Um dos quatro filhos, seu irmão mais novo Brian jogou vôlei em Stanford. Em 2015 assumiu o cargo de assistente técnica da equipe de vôlei de praia de Stanford.
Atuou no voleibol de quadra (indoor) como levantador por quatro anos em Stanford, disputando em duas ocasiões as finais regionais da NCAA, terminou na sétima posição nos levantamentos, depois se transferiu para o Havaí, onde passou a competir no vôlei de praia e  formando dupla com Brittany Tiegs, foi vice-campeã do Campeonato Nacional de Duplas da AVCA de Duplas e foi uma AVCA All-American, concluindo o ano com aproveitamento de 42 vitórias e apenas 7 derrotas.
Em 2017 atuou com Katherine Spieler, já no Circuito Mundial de 2018 atuou com Lauren Fendrick, dando prosseguimento na temporada com Katherine Spieler.Com Jace Pardon conquistou a medalha de ouro nos Jogos Pan-Americanos de 2019 em Lima.

## Premiações individuais
[carece de fontes?]